# Pierre-Antoine Antonelle
Pierre-Antoine Antonelle (Arlés, Francia, 17 de junio de 1747 - ibíd.26 de noviembre de 1817) fue un escritor, periodista y político jacobino de la Revolución francesa.

## Biografía

### Primeros años
Nació en la ciudad de Arlés, en Provenza, como Pierre-Antoine d'Antonelle de Saint-Léger, hijo del caballero Pierre-François d'Antonelle, señor de Pinet, y de Thérèse-Agathe de Sabatier de l'Armellière. Su familia pertenecía a la nobleza adinerada de la villa, y si bien su fortuna se equiraba con las de la más alta burguesía de la ciudad, su linaje no era lo suficientemente antiguo para recibir cargos y favores de la Corte. Antonelle, de hecho, nunca llevó el título de marqués que a menudo se le atribuye. A los pocos meses de nacer perdió a su padre y al cabo de unos años su madre le confió a un familiar suyo, Joseph-Amédé de Broglie, arzobispo de Angulema. Recibió una educación estricta y el prelado le orientó hacia una carrera militar. Entró en el ejército a los 15 años, donde sirvió 20 años sin entusiasmo por la profesión y reacio a la autoridad, como lo señaló el coronel al mando en cartas enviadas a su madre. En 1782, año en el que falleció su tutor, dimitió del ejército siendo capitán del regimiento Bassigny de infantería.

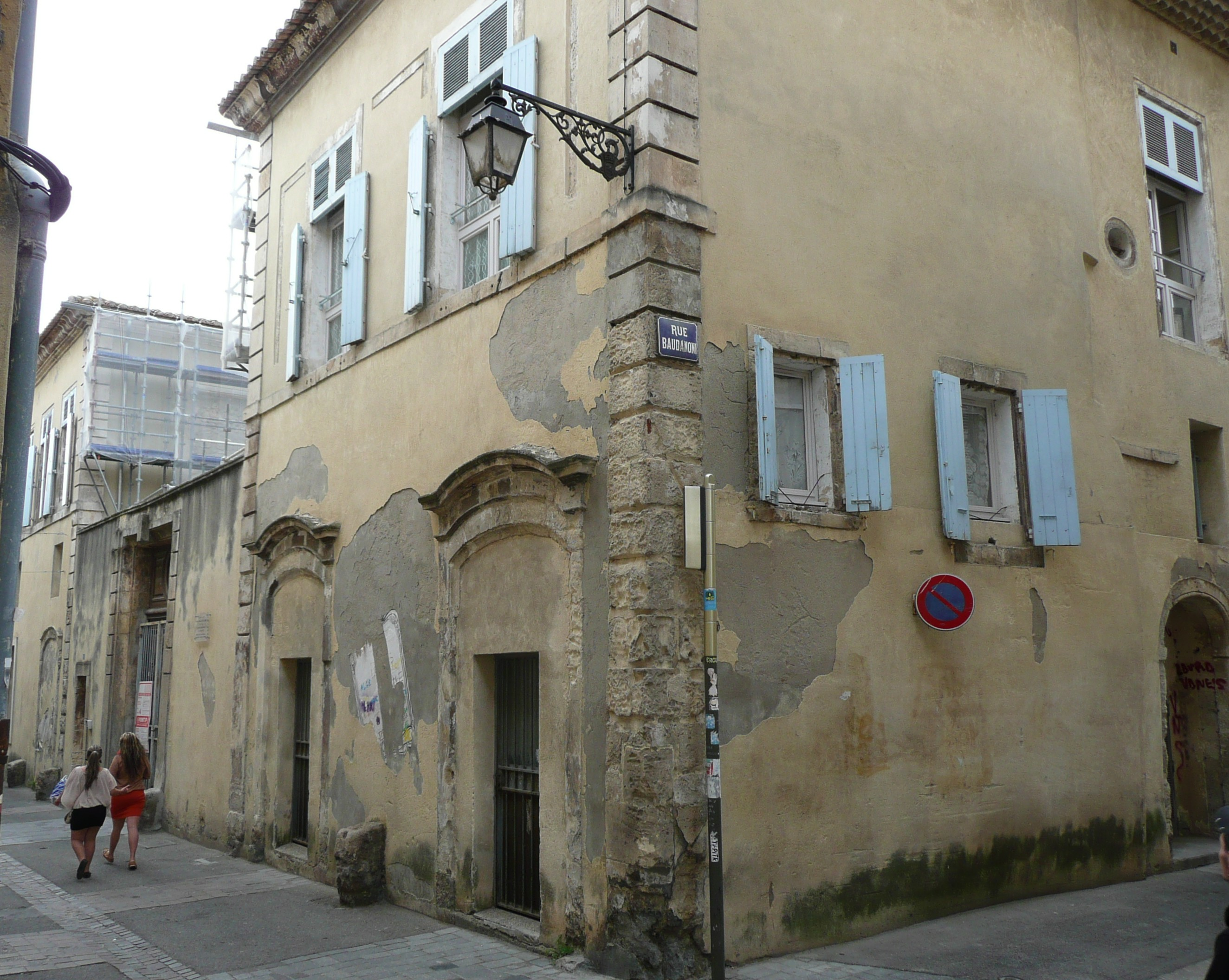
Palacete de Antonelle, en Arlés.

Tras una estancia en París, regresó a Arlés donde se dedicó a estudiar y leer. En su correspondencia de entonces manifestaba su admiración por los filósofos de las Luces, en particular Voltaire, y su defensa del ministro Calonne cuando le despidió Luis XVI tras intentar adoptar reformas. En diciembre de 1788, empezó a darse a conocer con la publicación de un panfleto de 19 páginas, Catecismo del Tercer Estado al uso de todas las provincias de Francia y especialmente de Provenza (Catechisme du Tiers-État étant à l'usage de toutes les provinces de France et spécialment la Provence), que fue reeditado varias veces. En febrero de 1789 protestó contra el hecho de que sólo los nobles dueños de un feudo podían representar a la nobleza en los Estados de Provenza, recién creados, y en marzo publicó su panfleto Voeux d'un français citoyen d'Arles en réponse à un citoyen, una crítica de la oligaquía arlesiana.

### Revolución francesa en Arlés
Antonelle tenía 40 años cuando estalló la Revolution francesa. Vivía en el barrio de La Roquette, un barrio popular que sería el baluarte de los Monnaidiers, o revolucionarios partidarios de la sociedad patriótica del mismo nombre, que fueron su mayor apoyo. En agosto de 1789 fue elegido mayor de la Guardia Nacional de Arlés, debido a su pasado militar, y dos días más tarde pasó a formar parte del Consejo Permanente que gobernaba la ciudad en sustitución del antiguo Consejo de la Villa. El 15 de febrero de 1790, fue elegido alcalde. Desarrolló una relación antagónica con Jean-Marie du Lau, arzobispo de Arlés. Tras la aprobación de la Constitución civil del clero, manifestó un rotundo anticlericalismo: confiscó los tesoros eclesiásticos y expulsó de la ciudad a los sacerdotes recalcitrantes. La cuestión religiosa exacerbó los ánimos y empujó a parte de los habitantes hacia la contrarrevolución y su partido en Arlés, el club de los Chiffonniers, dominado por la aristocracia y la alta burguesía local.
Desde París, Antonelle fue enviado en 1791 a Aviñón donde se enfrentaban dos facciones: una partidaria de la unificación con Francia y la otra a favor de mantenerse como territorio papal. La misión de Antonelle logró que Aviñón y el Condado Venaissin pasaran a formar parte de Francia. Mientras tanto, en Arlés se agravaban los enfrentamientos entre Monnaidiers y Chiffonniers hasta que estos últimos se hicieron con la alcaldía en el verano de 1791.

### Revolución francesa en París

#### Asamblea Legislativa y Convención
El 30 de agosto del mismo verano, Antonelle fue elegido diputado a la Asamblea Legislativa por el departamento de Bocas del Ródano, con 370 votos sobre un total de 598 electores. En aquella época, fue un tiempo presidente del club de los Jacobinos. Fue también secretario de la Asamblea y, como tal, encargado de varias misiones como la de arrestar a Lafayette –que había huido con el ejército del Norte hacia líneas extranjeras— al día siguiente de la insurrección del 10 de agosto de 1792. Pero los administradores del departamento de Ardenas le encarcelaron y no le liberaron hasta que Lafayette estuviera al otro lado de la frontera. También tuvo por misión comunicar al ejército del Centro la deposición del Rey tras su fuga y detención en Varennes.
Fue propuesto a la alcaldía de París a finales de 1792, pero retiró su candidatura. Rechazó también su nombramiento como comisario de la Convención Nacional en las Islas de Barlovento (Îles du vent). No fue reelegido en las elecciones de septiembre de 1792 a la Convención Nacional, pero se le encomendó una misión en Santo Domingo que no pudo llevar a cabo debido a vientos contrarios que obligaron el buque a volver a puerto. Fijó entonces su residencia en París, y presidió el jurado del Tribunal Revolucionario que condenó a María Antonieta y a los Girondinos. Sus dudas sobre la condena a muerte de estos últimos y la publicación de un escrito suyo en el que reclamaba libertad de opinión para los miembros del jurado le volvieron sospechoso ante el Comité de Salvación Pública que le encarceló en la prisión del Luxemburgo. Por ser de origen noble, fue eliminado de la lista de los miembros del Club de los Jacobinos de París en febrero de 1793. Fue liberado después del «9 de termidor» (27 de julio de 1794), fecha de la caída de Robespierre.

#### Convención termidoriana y Directorio
A pesar de que fuera perseguido por la Reacción termidoriana, luchó al lado de Napoleón Bonaparte para defender la Convención amenazada por la insurrección monárquica del 13 de vendimiario del año IV (octubre de 1795). En los primeros tiempos del gobierno del Directorio, fue el principal redactor del periódico jacobinista Journal des hommes libres, con el que seguirá colaborando hasta brumario de 1799. Su equipo de redacción, en el que figuraba Félix Lepeletier, era muy próximo a Gracchus Babeuf, a Filippo Buonarroti y al periódico Le tribun du peuple, si bien los artículos publicados dejaban patente las divergencias entre Antonelle y Babeuf. Esta colaboración le llevará a ser implicado en la conspiración de los Iguales, y parte de las personas detenidas como babuvistas. Tras despistar a la Policía algún tiempo, se entregó y fue juzgado al año siguiente por la Corte de Vendôme, pero fue absuelto y pudo regresar a París donde reanudó con su labor de periodista.
En los años que van de 1795 a 1799, fecha del golpe de Estado del 18 de brumario, y sobre todo a partir de 1797, tras su liberación de la prisión de Vendôme, Antonelle desplegó una intensa labor política a través de sus escritos y de su actividad militante. Como buena parte de los Jacobinos, pasó de condenar la Constitución del año III y cuestionar la legitimidad de la «Commission des Onze» (Comisión de los Once) que la había redactado a inscribir su acción política dentro de esta misma Constitución, y considerar una posible reconquista legal del poder por vía de las elecciones anuales. Pero el proceso de los Iguales en Vendôme había reactivado el temor, por otra parte constante durante toda la Revolución, a las conspiraciones contra el gobierno del Directorio. La prensa conservadora y monárquica y numerosos panfletos buscaban desacreditarle políticamente y excluirle de la honorabilidad de la República. Se deformaba el sentido de sus escritos y se recordaba constantemente su complicidad con Babeuf sin tener en cuenta las veces en las que se había desmarcado de sus ideas. Sus amigos fueron vilipendiados, como el miembro del Directorio Barras al que se acusó de protegerle. Antonelle se vio obligado a vivir de manera casi clandestina y a usar seudónimos. Según revelaron los periódicos Le Censeur, Le Courrier Républicain y Les Nouvelles Politiques, Antonelle creó entonces un nuevo club, el Círculo Constitucionalista (Cercle constitutionnel), en defensa de la Constitución del año III y de la República frente al auge de los monárquicos. En el verano de 1797, lanzó un panfleto mural, El Demócrata Constitucionalista (Le Démocrate Constitutionnel), que denunciaba los intentos de Restauración monárquica. Después del golpe de Estado del 18 de fructidor del año V (4 de septiembre de 1797), al que apoyó, atacó a los generales Jean-Charles Pichegru y Amédée Willot, a los diputados monárquicos, a los nobles, a los emigrados y a los prelados que les apoyaban, y a la Guardia Nacional a la que consideraba como el «brazo armado de la contrarrevolución». Instó también al Directorio a que no tardase en adoptar medidas que consolidasen la República.
La represión que siguió el golpe de fructidor alcanzó también a los jacobinos (que se autodenominaban entonces «demócratas» o «constitucionalistas»), y Merlin de Thionville intentó infructuosamente incluirle, junto con su amigo babouvista Félix Lepeletier, en la lista de los deportados, pero fue desterrado al departamento de Charente Inferior. Como las elecciones generales eran anuales, los «demócratas» estaban permanentemente en campaña electoral, lo que dio resultados tangibles en 1798 y 1799. En las elecciones generales del año VII, fue elegido diputado al Consejo de los Quinientos por una fracción del colegio electoral del departamento de Sena (París) y por el departamento de Bocas del Ródano. Su elección dio lugar a intensos debates en las asambleas electorales y fue definitivamente anulada el 27 de fructidor.
En un artículo publicado en el año VII en el Journal des Hommes Libres, Antonelle defendió la creación de partidos políticos al uso para regular la vida política y establecer la alternancia en el poder en función de los resultados de las elecciones, y para contrarrestar el poder ejecutivo del Directorio que usurpaba cada vez más las prerrogativas del poder legislativo.
Fue miembro del club del Panteón y posteriormente participó en el club del Manège.

### Consulado, Primer Imperio y Restauración
Después del golpe de Estado del 18 de brumario del año VIII (9 de noviembre de 1799) que impuso el Consulado, Antonelle fue de nuevo amenazado con ser deportado. Al año siguiente el ministro de la Policía, Joseph Fouché, aprovechando el atentado monárquico de la calle Saint-Nicaise (24 de diciembre de 1800) para arrestar a un buen número de jacobinistas, le exilió a cuarenta leguas de París. Cansado de ser permanentemente vigilado, prefirió marcharse a Italia donde vivió algunos años hasta que durante el Imperio se le autorizó a regresar a Arlés.
La herencia recibida de la familia de Vinsargues le permitió vivir cómodamente y dedicarse al estudio y a la beneficencia, retirado de la vida pública. En 1814, publicó un escrito titulado El despertar de un anciano (Le réveil d'un veillard) en el que manifestaba su apoyo al rey Luis XVIII y a la Restauración borbónica. Murió el 26 de diciembre de 1817 sin descendencia, y fue enterrado con ceremonia civil.